# 多明戈加尔西亚村
多明戈加尔西亚村，是西班牙卡斯蒂利亚-拉曼恰昆卡省的一个市镇。总面积77平方公里，总人口262人（2001年），人口密度3人/平方公里。